# Zapoljarnyj rajón
Zapoljarnyj rajón (rusky Заполярный район) je administrativní jednotka (rajón) a komunální útvar v rámci Něneckého autonomního okruhu v Ruské federaci.
Administrativním centrem je sídlo Iskatělej.

## Geografie
Pokrývá celé území Něneckého autonomního okruhu, s výjimkou území města Narjan-Mar, které je součástí městského okruhu.

## Administrativní dělení
Součástí rajónu je jedno sídlo městského typu a 17 selsovětů.

### Sídla a vesnice
- sídlo m. t. Iskatělej
- sídlo Amděrma
- vesnice Anděg
- vesnice Beluše
- sídlo Bugrino
- vesnice Čiža
- vesnice Čjornaja
- sídlo Charjaginskij
- sídlo Charuta
- sídlo Chongurej
- sídlo Chorej-Věr
- sídlo Indiga
- vesnice Kamenka
- sídlo Karatajka
- sídlo Krasnoje
- vesnice Kotkino
- vesnice Kija
- vesnice Kuja
- vesnice Labožskoje
- sídlo Makarovo
- vesnice Mgla
- sídlo Nělmin-Nos
- vesnice Něs
- vesnice Nižnaja Peša
- vesnice Oma
- vesnice Oksino
- vesnice Oskolkovo
- vesnice Pylemec
- vesnice Snopa
- vesnice Ščelino
- vesnice Šojna
- vesnice Usť-Kara
- vesnice Ustě
- sídlo Varněk
- vesnice Velikovisočnoje
- vesnice Verchňaja Peša
- vesnice Vižas
- vesnice Volokovaja
- vesnice Volonga
- sídlo Vyučejskyj
- vesnice Tělviska
- vesnice Tošvicka